# Hội đồng Nhà nước Cuba
Hội đồng Nhà nước Cuba (tiếng Tây Ban Nha: Consejo de Estado de Cuba) là cơ quan thường trực của Quốc hội Quyền lực Nhân dân có 21 thành viên chịu trách nhiệm xử lý công việc của Quốc hội giữa 2 kỳ họp Quốc hội.
Các nghị định và dự luật được Hội đồng Nhà nước thông qua được phê chuẩn vào kỳ họp Quốc hội tiếp theo.

## Lịch sử
Hội đồng Nhà nước được thành lập dựa theo bản Hiến pháp 1976. Tại phiên họp thứ nhất Quốc hội Chính quyền Nhân dân khóa I đã phê chuẩn việc thành lập Hội đồng Nhà nước đồng thời bầu Fidel Castro làm Chủ tịch, Raúl Castro làm Phó Chủ tịch thứ nhất và 5 Phó Chủ tịch.
Nhiệm kỳ của Hội đồng Nhà nước tương đương Quốc hội Chính quyền Nhân dân nên Hội đồng Nhà nước hiện nay là Hội đồng Nhà nước lần thứ VIII.
Trước khi Hiến pháp 2019 được thông qua Hội đồng Nhà nước là một hội đồng gồm 31 thành viên của chính phủ Cuba được Quốc hội Quyền lực Nhân dân bầu chọn. Hội đồng Nhà nước có thẩm quyền thực hiện quyền lập pháp nhất giữa các phiên họp của Quốc hội Quyền lực Nhân dân, vốn lệ thuộc vào sự chấp thuận của nó và triệu tập Quốc hội Quyền lực Nhân dân vào phiên làm việc giữa các phiên họp dự kiến hai năm một lần. Các thành viên gồm Chủ tịch, một thư ký, một Phó Chủ tịch thứ nhất, năm Phó Chủ tịch và 27 thành viên bổ sung. Chủ tịch, Bí thư, Phó Chủ tịch thứ nhất, và năm Phó Chủ tịch còn là thành viên của Hội đồng Bộ trưởng.

## Quyền hạn

### Trước Hiến pháp 2019
Hội đồng Nhà nước là cơ quan của Quốc hội Chính quyền Nhân dân, đại diện cho Quốc hội trong thời gian giữa các kỳ họp, ban hành các nghị quyết có hiệu lực và tuân thủ tất cả các quyền hạn khác được Hiến pháp quy định.
Là đoàn thể, cơ quan đại diện cao nhất của nhà nước Cuba với mục đích quốc gia và quốc tế.
Điều 90 Hiến pháp Cuba quy định, Hội đồng Nhà nước Cuba có quyền hạn sau:
- Triệu tập các phiên họp đặc biệt của Quốc hội Chính quyền Nhân dân;
- Định ngày bầu cử cho Quốc hội Chính quyền Nhân dân khóa mới;
- Ban hành các nghị định trong thời gian giữa các kỳ họp của Quốc hội Chính quyền Nhân dân;
- Truyền thông luật hiện hành một cách tổng quát và bắt buộc khi cần thiết;
- Thực hiện sáng kiến lập pháp;
- Thực hiện tất cả các dàn xếp cần thiết cho việc tổ chức trưng cầu dân ý do Quốc hội Chính quyền Nhân dân kêu gọi;
- Đưa ra các quyết định huy động chung bất cứ khi nào việc phòng vệ quốc gia được cho là cần thiết và có thẩm quyền tuyên chiến trong trường hợp có hành động xâm lăng hoặc phê chuẩn các hiệp ước hòa bình - nhiệm vụ mà Hiến pháp giao cho Quốc hội Chính quyền Nhân dân - trong khoảng thời gian nghỉ và không thể được triệu tập phiên họp với sự an toàn cần thiết và khẩn cấp;
- Thay đổi, bổ nhiệm, bãi nhiệm Chủ tịch Hội đồng Nhà nước và các thành viên Hội đồng Bộ trưởng trong thời kỳ giữa 2 kỳ họp Quốc hội Chính quyền Nhân dân;
- Ban hành các hướng dẫn chung cho tòa án thông qua Hội đồng Thẩm phán của Toà án Tối cao Nhân dân;
- Đưa ra chỉ thị cho Văn phòng Viện Kiểm sát Cộng hoà;
- Bổ nhiệm và bãi nhiệm, với quyền đề nghị của Chủ tịch cho các đại diện ngoại giao của Cuba ở các quốc gia khác;
- Trao tặng huân huy chương và danh hiệu danh dự;
- Đặt tên ủy quyền;
- Ân xá;
- Phê chuẩn hoặc tố cáo các điều ước quốc tế;
- Cấp hoặc từ chối công nhận đối với đại diện ngoại giao của các quốc gia khác;
- Đình chỉ các quy định của Hội đồng Bộ trưởng, nghị quyết, quy định của Hội đồng Nhân dân địa phương trái với Hiến pháp hoặc pháp luật hoặc trái với lợi ích của các địa phương khác hoặc vì lợi ích chung của đất nước, báo cáo về hành động này cho Quốc hội Chính quyền Nhân dân trong phiên họp đầu tiên được tổ chức theo quyết định đình chỉ;
- Bãi bỏ những nghị quyết, quy định của các cơ quan quyền lực của nhân dân địa phương vi phạm Hiến pháp, pháp luật, nghị định, nghị định và các quy định khác của cơ quan cao hơn hoặc khi gây thiệt hại đến lợi ích của các địa phương khác hoặc lợi ích chung của dân tộc;
- Phê duyệt các nghị quyết và nghị định;
- Cũng được ủy thác bằng các quyền hạn khác do Hiến pháp và luật pháp hoặc do Quốc hội Chính quyền Nhân dân ban hành.

Tất cả các quyết định của Hội đồng Nhà nước phải được đa số thành viên chấp thuận.

### Sau Hiến pháp 2019
Sau khi Hiến pháp mới được ban hành Hội đồng Nhà nước có quyền hạn và nhiệm vụ sau:
- Đảm bảo tuân thủ Hiến pháp và pháp luật;
- Công bố luật hiện hành, nếu cần thiết, giải thích tổng thể và ràng buộc
- Ban hành luật và nghị định giữa các phiên họp của Quốc hội
- Quyết định tổ chức kỳ họp bất thường của Quốc hội
- Thống nhất ngày bầu cử cho Quốc hội khóa mới
- Đánh giá dự luật trước khi đệ trình Quốc hội xem xét
- Đảm bảo việc tuân thủ các thỏa thuận của Quốc hội
- Đình chỉ các sắc lệnh, nghị định, thỏa thuận của Chủ tịch và các điều khoản khác mâu thuẫn với Hiến pháp và Luật, báo cáo với Quốc hội tại phiên họp gần nhất ngay sau khi việc đình chỉ được thực hiện.
- Đình chỉ các thỏa thuận và điều khoản của Hội đồng Quyền lực Nhân dân tỉnh không phù hợp với Hiến pháp hoặc các điều luật, nghị định. Bỏ qua các lợi ích của các mối quan hệ địa phương khác hoặc các vấn đề chung của đất nước, báo cáo với Quốc hội tại phiên họp gần nhất ngay sau khi việc đình chỉ được thực hiện.
- Bầu, bổ nhiệm, bãi nhiệm, đình chỉ thay thế những chức vụ được quyết định bởi Quốc hội, ngoại trừ Chủ tịch nước, Phó Chủ tịch nước, Chủ tịch Quốc hội, Phó Chủ tịch Quốc hội, Thư ký Quốc hội, Ủy viên Hội đồng Nhà nước, Thủ tướng. Đình chỉ quyền hạn của Chánh án Tòa án Tối cao, Viện trưởng viện kiểm sát Tối cao, Tổng thanh tra Cộng hòa, Chủ tịch Hội đồng Bầu cử Quốc gia. Tất cả đều phải báo cáo với Quốc hội tại phiên họp gần nhất.
- Trong trường hợp giữa hai kỳ họp Quốc hội và không thể tổ chức vì lý do an toàn, khẩn cấp cần thiết, theo đề nghị của Chủ tịch nước, Hội đồng Nhà nước có quyền tuyên bố tình trạng chiến tranh hoặc chiến tranh trong trường hợp bị xâm lược hoặc thiết lập hòa bình, mà Hiến pháp quy định cho Quốc hội
- Ban hành hướng dẫn chung cho các Tòa án thông qua Hội đồng Thẩm phán của Tòa án nhân dân tối cao
- Thành lập Ủy ban
- Phê chuẩn và bãi bỏ các điều ước quốc tế
- Bổ nhiệm và bãi nhiệm, theo đề nghị của Chủ tịch nước, những người đứng đầu ngành ngoại giao thực hiện nhiệm vụ của Cuba đến các quốc gia khác
- Thực hiện việc kiểm soát và giám sát các cơ quan Nhà nước giữa các kỳ họp Quốc hội
- Trong thời gian giữa các kỳ họp Quốc hội, tạo ra hoặc bãi bỏ các cơ quan hành chính nhà nước hoặc thực hiện bất kỳ biện pháp tổ chức thích hợp nào khác
- Phê duyệt các loại hình đầu tư nước ngoài theo quy định
- Kiểm tra và phê duyệt điều chỉnh ngân sách nhà nước giữa các kỳ họp Quốc hội
- Phối hợp và đảm bảo các hoạt động của đại biểu, ủy ban thường vụ, ủy ban lâm thời.
- Thực hiện các quyền lực khác được trao bởi Hiến pháp và pháp luật hoặc được Quốc hội ủy nhiệm
- Tất cả các nghị định của Hội đồng Nhà nước phải được thông qua đa số

## Thành viên

### Lãnh đạo Quốc hội và Hội đồng Nhà nước
Chủ tịch, Phó Chủ tịch và Thư ký Quốc hội lần lượt là Chủ tịch, Phó Chủ tịch, Thư ký Hội đồng Nhà nước do Quốc hội bầu ra.

### Thành viên
Ủy viên Hội đồng Nhà nước gồm 18 người do Quốc hội bầu ra.
Ủy viên Hội đồng Nhà nước không được cùng lúc đảm nhiệm hoặc là thành viên của Hội đồng Bộ trưởng (Chính phủ), cơ quan quyền lực tư pháp tối cao, cơ quan bầu cử và kiểm tra nhà nước.

### Nhiệm kỳ
Nhiệm kỳ của Hội đồng Nhà nước được tính từ khi Quốc hội bầu ra và kết thúc khi Quốc hội mới bầu ra Hội đồng mới.

## Danh sách các khóa gần đây

### Khóa X
| STT | Chức vụ                        | Thành viên                               | Chức vụ kiêm nhiệm                                                                | Nhiệm kỳ | Ghi chú |
| 1   | Chủ tịch Hội đồng Nhà nước     | Juan Esteban Lazo Hernandez (1944-)      | Ủy viên Bộ Chính trị Chủ tịch Quốc hội Chính quyền Nhân dân                       | 4/2023-  |         |
| 2   | Phó Chủ tịch Hội đồng Nhà nước | Ana María Mari Machado (1963-)           | Ủy viên Trung ương Đảng Phó Chủ tịch Quốc hội Chính quyền Nhân dân                | 4/2023-  |         |
| 3   | Thư ký Hội đồng Nhà nước       | Homero Acosta Álvarez (1964-)            | Ủy viên Trung ương Đảng                                                           | 4/2023-  |         |
| STT | Chức vụ                        | Thành viên                               | Chức vụ kiêm nhiệm                                                                | Nhiệm kỳ | Ghi chú |
| 4   | Ủy viên Hội đồng Nhà nước      | Teresa Maria Amarelle Boué (1963-)       | Ủy viên Bộ Chính trị Tổng thư ký Hội Liên hiệp Phụ nữ Cuba                        | 4/2023-  |         |
| 5   | Ủy viên Hội đồng Nhà nước      | Miriam Nicado Garcia (1959-)             | Ủy viên Trung ương Đảng Hiệu trưởng Đại học Havana                                | 4/2023-  |         |
| 6   | Ủy viên Hội đồng Nhà nước      | Yoerky Sánchez Cuellar (1983-)           | Ủy viên Trung ương Đảng Tổng biên tập báo Juventus Rebelde                        | 4/2023-  |         |
| 7   | Ủy viên Hội đồng Nhà nước      | Beatriz Johnson Urrutia (1969-)          | Ủy viên Trung ương Đảng Thống đốc tỉnh Santiago de Cuba                           | 4/2023-  |         |
| 8   | Ủy viên Hội đồng Nhà nước      | Gerardo Hernandez Nordelo (1965-)        | Ủy viên Trung ương Đảng Chủ tịch Ủy ban Bảo vệ cách mạng Cuba                     | 4/2023-  |         |
| 9   | Ủy viên Hội đồng Nhà nước      | Ulises Guilarte de Nacimiento (1964-)    | Ủy viên Bộ Chính trị Tổng thư ký Trung tâm Những người Lao động Cuba              | 4/2023-  |         |
| 10  | Ủy viên Hội đồng Nhà nước      | Aylin Alvarez García (1986-)             | Ủy viên Trung ương Đảng Bí thư thứ nhất Ủy ban toàn quốc Đoàn Thanh niên Cộng sản | 4/2023-  |         |
| 11  | Ủy viên Hội đồng Nhà nước      | Juana Yamilka Vinals Suárez (1972-)      | Chủ tịch Hội đồng Quyền lực Nhân dân tỉnh Las Tunas                               | 4/2023-  |         |
| 12  | Ủy viên Hội đồng Nhà nước      | Elier Ramirez Cañedo (1982-)             | Phó Giám đốc Trung tâm Fidel Castro Ruz                                           | 4/2023-  |         |
| 13  | Ủy viên Hội đồng Nhà nước      | Yurisa Lahera Mansfarroll (1988-)        | Trưởng phòng Lao động Xã hội Đô thị Alquízar                                      | 4/2023-  |         |
| 14  | Ủy viên Hội đồng Nhà nước      | Yuri Valdes Balbin (1976-)               | Phó Giám đốc Viện "Finlay"                                                        | 4/2023-  |         |
| 15  | Ủy viên Hội đồng Nhà nước      | Angelica Maria Chorens Fernandez (1990-) | Tổng giám đốc tại Công ty Cienfuegos Oleohydraulic "José Gregorio Martínez"       | 4/2023-  |         |
| 16  | Ủy viên Hội đồng Nhà nước      | Taymi Martinez Naranjo (1987-)           | Giám đốc Bệnh viện Đa khoa Phẫu thuật Lâm sàng "Faustino Pérez" Tỉnh Matanzas     | 4/2023-  |         |
| 17  | Ủy viên Hội đồng Nhà nước      | Ivan Santos Prieto (1975-)               | Chủ tịch Hiệp hội các nhà kinh tế và kế toán quốc gia Cuba tại Villa Clara        | 4/2023-  |         |
| 18  | Ủy viên Hội đồng Nhà nước      | Rafael Ramon Santiesteban Pozo (1969-)   | Chủ tịch Ủy ban Quốc gia Hiệp hội Nông dân nhỏ toàn quốc                          | 4/2023-  |         |
| 19  | Ủy viên Hội đồng Nhà nước      | Maricela Figueredo Rosales (1980-)       | Chủ tịch hội đồng nhân dân "Paquito Rosales", Yara                                | 4/2023-  |         |
| 20  | Ủy viên Hội đồng Nhà nước      | Omara Durand Elias (1991-)               | Vận động viên Paralympic                                                          | 4/2023-  |         |
| 21  | Ủy viên Hội đồng Nhà nước      | Julio Emilio Morejon Pérez (2000-)       | Chủ tịch Liên đoàn Sinh viên Đại học Toàn quốc                                    | 4/2023-  |         |

### Khóa IX

#### 2018–2019
| STT | Chức vụ                           | Thành viên                                                                          | Ghi chú                 |
| 1   | Chủ tịch Cuba                     | Miguel Díaz-Canel                                                                   | Ủy viên Bộ Chính trị    |
| 2   | Phó Chủ tịch thứ nhất             | Salvador Valdés Mesa                                                                | Ủy viên Bộ Chính trị    |
| 3   | Phó Chủ tịch                      | Ramiro Valdés Menéndez                                                              | Ủy viên Bộ Chính trị    |
| 4   | Phó Chủ tịch                      | Roberto Tomás Morales Ojeda                                                         | Ủy viên Bộ Chính trị    |
| 5   | Phó Chủ tịch                      | Gladys María Bejerano Portela                                                       | Ủy viên Trung ương Đảng |
| 6   | Phó Chủ tịch                      | Inés María Chapman Waugh                                                            | Ủy viên Trung ương Đảng |
| 7   | Phó Chủ tịch                      | Beatriz Johnson Urrutia                                                             | Ủy viên Trung ương Đảng |
| 8   | Thư ký                            | Homero Acosta Álvarez                                                               | Ủy viên Trung ương Đảng |
| STT | Thành viên                        | Chức vụ                                                                             | Ghi chú                 |
| 9   | Leopoldo Cintra Frías             | Ủy viên Bộ Chính trị Bộ trưởng Bộ các lực lượng vũ trang cách mạng                  |                         |
| 10  | Teresa Maria Amarelle Boué        | Ủy viên Bộ Chính trị Tổng thư ký Hội Liên hiệp Phụ nữ                               |                         |
| 11  | Ulises Guilarte de Nacimiento     | Ủy viên Bộ Chính trị Tổng thư ký Liên đoàn Lao động                                 |                         |
| 12  | Miriam Nicado García              | Ủy viên Bộ Chính trị Hiệu trưởng Trường Đại học Khoa học Thông tin                  |                         |
| 13  | Guillermo García Frías            | Ủy viên Trung ương Đảng Tổng Giám đốc Bảo vệ Thực thể Quốc gia Động vật và thực vật |                         |
| 14  | Bruno Rodríguez Parrilla          | Ủy viên Bộ Chính trị Bộ trưởng Bộ Ngoại giao                                        |                         |
| 15  | Martha del Carmen Mesa Valenciana | Ủy viên Trung ương Đảng Thứ trưởng thứ nhất Bộ Giáo dục Đại học                     |                         |
| 16  | Carlos Rafael Miranda Martínez    | Ủy viên Trung ương Đảng Điều phối viên Quốc gia của Ủy ban Quốc phòng Cách mạng     |                         |
| 17  | Susely Morfa González             | Ủy viên Trung ương Đảng Bí thư thứ nhất Đoàn Thanh niên Cuba                        |                         |
| 18  | Rafael Ramón Santiesteban Pozo    | Ủy viên Trung ương Đảng Chủ tịch Hiệp hội Nông dân nhỏ Quốc gia                     |                         |
| 19  | Miguel Ángel Barnet               | Ủy viên Trung ương Đảng Chủ tịch Hiệp hội Văn nghệ sĩ Cuba                          |                         |
| 20  | Ileana Amparo Flores Morales      | Giám đốc Công ty Cơ khí Công nghiệp "mồng 2 tháng 9" Matanzas.                      |                         |
| 21  | Raúl Alejandro Palmero Fernández  | Chủ tịch Hội Sinh viên Đại học                                                      |                         |
| 22  | Jorge Amador Berlanga Acosta      | Giám đốc dự án Trung tâm Kỹ thuật Di truyền và Công nghệ sinh học, Havana           |                         |
| 23  | Yipsi Moreno González             | Ủy viên Ủy ban Điền kinh Quốc gia                                                   |                         |
| 24  | Elizabeth Peña Turruellas         | Giám đốc Quốc gia về Nông nghiệp đô thị, nông thôn và gia đình                      |                         |
| 25  | Yoerky Sánchez Cuéllar            | Ủy viên Trung ương Đảng Tổng biên tập báo Juventud Rebelde                          |                         |
| 26  | Ivis Niuba Villa Millán           |                                                                                     |                         |
| 27  | Bárbara Alexy Terry Depestre      | Thẩm phán Tòa án tỉnh Ciego de Ávila                                                |                         |
| 28  | Reyna Salermo Escalona            | Giám đốc Thu hoạch tỉnh Holguín                                                     |                         |
| 29  | Rosalina Fournier Frómeta         | Tổng Giám đốc Công ty Dự án Xây dựng                                                |                         |
| 30  | Carlos Alberto Martínez Blanco    | Giám đốc Bệnh viện Đại học Calixto García, La Habana                                |                         |
| 31  | Felicia Martínez Suárez           | Tổng giám đốc Công ty luyện nhôm                                                    |                         |

#### 2019-2023
| STT | Chức vụ                        | Thành viên                     | Chức vụ kiêm nhiệm                                                              | Nhiệm kỳ       | Ghi chú |
| 1   | Chủ tịch Hội đồng Nhà nước     | Esteban Lazo Hernandez         | Ủy viên Bộ Chính trị Chủ tịch Quốc hội Chính quyền Nhân dân Quốc gia            | 10/2019-4/2023 |         |
| 2   | Phó Chủ tịch Hội đồng Nhà nước | Ana María Mari Machado         | Ủy viên Trung ương Đảng Phó Chủ tịch Quốc hội Chính quyền Nhân dân Quốc gia     | 10/2019-4/2023 |         |
| 3   | Thư ký Hội đồng Nhà nước       | Homero Acosta Álvarez          | Ủy viên Trung ương Đảng                                                         | 10/2019-4/2023 |         |
| STT | Chức vụ                        | Thành viên                     | Chức vụ kiêm nhiệm                                                              | Nhiệm kỳ       | Ghi chú |
| 4   | Ủy viên Hội đồng Nhà nước      | Teresa Amarelle Boué           | Ủy viên Bộ Chính trị Tổng thư ký Hội Liên hiệp Phụ nữ Cuba                      | 10/2019-4/2023 |         |
| 5   | Ủy viên Hội đồng Nhà nước      | Ileana Amparo Flores Morales   | Giám đốc dự án Trung tâm Kỹ thuật Di truyền và Công nghệ sinh học, Havana       | 10/2019-4/2023 |         |
| 6   | Ủy viên Hội đồng Nhà nước      | Rosalina Fournier Frómeta      | Tổng Giám đốc Công ty Dự án Xây dựng                                            | 10/2019-4/2023 |         |
| 7   | Ủy viên Hội đồng Nhà nước      | Ulises Guilarte de Nacimiento  | Ủy viên Bộ Chính trị Tổng thư ký Liên đoàn Lao động                             | 10/2019-4/2023 |         |
| 8   | Ủy viên Hội đồng Nhà nước      | Beatriz Johnson Urrutia        | Ủy viên Trung ương Đảng                                                         | 10/2019-4/2023 |         |
| 9   | Ủy viên Hội đồng Nhà nước      | Carlos Alberto Martínez Blanco | Giám đốc Sở Y tế La Habana                                                      | 10/2019-4/2023 |         |
| 10  | Ủy viên Hội đồng Nhà nước      | Felicia Martínez Suárez        |                                                                                 | 10/2019-4/2023 |         |
| 11  | Ủy viên Hội đồng Nhà nước      | Carlos Rafael Miranda Martínez | Ủy viên Trung ương Đảng Điều phối viên Quốc gia của Ủy ban Quốc phòng Cách mạng | 10/2019-4/2023 |         |
| 12  | Ủy viên Hội đồng Nhà nước      | Yipsi Moreno González          | Ủy viên Ủy ban Thể thao Quốc gia                                                | 10/2019-4/2023 |         |
| 13  | Ủy viên Hội đồng Nhà nước      | Susely Morfa González          | Ủy viên Trung ương Đảng Bí thư thứ nhất Đoàn Thanh niên Cuba                    | 10/2019-4/2023 |         |
| 14  | Ủy viên Hội đồng Nhà nước      | Miriam Nicado García           | Ủy viên Bộ Chính trị Hiệu trưởng Đại học Havana                                 | 10/2019-4/2023 |         |
| 15  | Ủy viên Hội đồng Nhà nước      | Elizabeth Peña Turruellas      | Giám đốc quốc gia của chương trình Nông nghiệp đô thị và nông thôn              | 10/2019-4/2023 |         |
| 16  | Ủy viên Hội đồng Nhà nước      | Yoerky Sánchez Cuéllar         | Ủy viên Trung ương Đảng Tổng biên tập báo Juventud Rebelde                      | 10/2019-4/2023 |         |
| 17  | Ủy viên Hội đồng Nhà nước      | Rafael Ramón Santiesteban Pozo | Ủy viên Trung ương Đảng Chủ tịch Hiệp hội Nông dân nhỏ Quốc gia                 | 10/2019-4/2023 |         |
| 18  | Ủy viên Hội đồng Nhà nước      | Yansi María Bravo O'Farril     | Giám sát trưởng La Habana                                                       | 10/2019-4/2023 |         |
| 19  | Ủy viên Hội đồng Nhà nước      | José Ángel Fernández Castañeda | Chủ tịch Liên Đoàn Sinh Viên Đại học Cuba                                       | 10/2019-4/2023 |         |
| 20  | Ủy viên Hội đồng Nhà nước      | Alexis Lorente Jiménez         | Chủ tịch Hội đồng Chính quyền Nhân dân tỉnh Sancti Spíritus                     | 10/2019-4/2023 |         |
| 21  | Ủy viên Hội đồng Nhà nước      | Eduardo Moisés Torres Cuevas   | Chủ tịch Viện hàn lâm lịch sử Cuba                                              | 10/2019-4/2023 |         |

### Khóa VIII
| STT | Chức vụ                                                                       | Thành viên                                                                                 | Ghi chú                                                                              |
| 1   | Chủ tịch Cuba                                                                 | Raúl Castro                                                                                | Bí thư thứ nhất Trung ương Đảng Cuba                                                 |
| 2   | Phó Chủ tịch thứ nhất                                                         | Miguel Díaz-Canel Bermúdez                                                                 | Ủy viên Bộ Chính trị                                                                 |
| 3   | Phó Chủ tịch                                                                  | Gladys María Bejerano Portela                                                              | Tổng kiểm toán Cộng hòa. Ủy viên Trung ương Đảng                                     |
| 4   | Phó Chủ tịch                                                                  | Mercedes López Acea                                                                        | Bí thư thứ nhất Thành ủy La Habana. Ủy viên Bộ Chính trị                             |
| 5   | Phó Chủ tịch                                                                  | Jose Ramon Machado Ventura                                                                 | Bí thư thứ hai Trung ương Đảng Cuba                                                  |
| 6   | Phó Chủ tịch                                                                  | Ramiro Valdés Menéndez                                                                     | Tư lệnh Cách mạng. Phó Chủ tịch Hội đồng Bộ trưởng. Ủy viên Bộ Chính trị             |
| 7   | Phó Chủ tịch                                                                  | Salvador Valdés Mesa                                                                       | Ủy viên Bộ Chính trị. Tổng thư ký của Liên đoàn Lao động của Cuba (đến tháng 3/2013) |
| 8   | Thư ký                                                                        | Homero Acosta Álvarez                                                                      |                                                                                      |
| STT | Thành viên                                                                    | Chức vụ                                                                                    | Ghi chú                                                                              |
| 9   | Lester Alain Alemán Hurtado                                                   | Giám đốc nhà máy lọc dầu ở Sancti Spiritus                                                 |                                                                                      |
| 10  | Teresa Amarelle Boué                                                          | Tổng thư ký Liên đoàn Phụ nữ Cuba                                                          | Ủy viên Bộ Chính trị từ 2016                                                         |
| 11  | Yaramis Armenteros Medina                                                     | Giám đốc Dược phẩm ở Camaguey                                                              |                                                                                      |
| 12  | Miguel Barnet Lanza                                                           | Chủ tịch Hội Liên hiệp Văn Nghệ sĩ                                                         | Ủy viên Trung ương Đảng                                                              |
| 13  | Inés María Chapman Waugh                                                      | Chủ tịch Viện Tài nguyên Thủy lực Quốc gia                                                 | Ủy viên Trung ương Đảng                                                              |
| 14  | Thượng tướng Leopoldo Cintra Frías                                            | Bộ trưởng các Lực lượng Vũ trang Cách mạng                                                 | Ủy viên Bộ Chính trị                                                                 |
| 15  | Ileana Amparo Flores Morales                                                  | Giám đốc Công ty Công nghiệp Cơ khí "2 tháng 9" Matanzas                                   |                                                                                      |
| 16  | Guillermo García Frías                                                        | Giám đốc Động vật Hoang dã Quốc gia                                                        | Ủy viên Trung ương Đảng                                                              |
| 17  | Félix González Viego (2013-2014) Rafael Santiestaban Pozo (2014-)             | Chủ tịch Hiệp hội Hộ Tiểu nông Quốc gia                                                    | Félix González Viego mất năm 2014                                                    |
| 18  | Tania León Silveira                                                           | Chủ tịch Hội đồng và Chính quyền tỉnh Matanzas                                             | Ủy viên Trung ương Đảng                                                              |
| 19  | Thượng tướng Alvaro López Miera                                               | Phó Chủ tịch thứ nhất Hội đồng Bộ trưởng Tổng tham mưu trưởng Lực lượng Vũ trang Cách mạng | Ủy viên Bộ Chính trị                                                                 |
| 20  | Carmen Rosa López Rodríguez (2013-2014) Ulises Guilarte de Nacimiento (2014-) | Bí thư thứ hai Trung ương Đoàn Lao động Cuba                                               |                                                                                      |
| 21  | Martha del Carmen Mesa Valenciano                                             | Hiệu trưởng Đại học Oriente                                                                |                                                                                      |
| 22  | Carlos Rafael Miranda Martínez                                                | Điều phối viên Quốc gia Ủy ban Bảo vệ Cách mạng                                            |                                                                                      |
| 23  | Miriam Nicado García                                                          | Hiệu trưởng Đại học Khoa học Thông tin UCI                                                 | Ủy viên Bộ Chính trị                                                                 |
| 24  | Miladys Orraca Castillo                                                       | Giám đốc Trung tâm Y tế Di truyền học Pinar del Rio                                        | Ủy viên Trung ương Đảng                                                              |
| 25  | Sergio Rodríguez Morales                                                      | Giám đốc Viện Nghiên cứu Nhiệt đới Viandas                                                 |                                                                                      |
| 26  | Marino Murillo                                                                | Phó Chủ tịch Hội đồng Bộ trưởng                                                            | Ủy viên Bộ Chính trị                                                                 |
| 27  | Bruno Rodríguez Parrilla                                                      | Bộ trưởng Bộ Ngoại giao                                                                    | Ủy viên Bộ Chính trị                                                                 |
| 28  | Lyz Belkis Rosabal Ponce                                                      | Đại biểu Thành phố tự trị Palmira, Cienfuegos                                              | Ủy viên Trung ương Đảng                                                              |
| 29  | Adel Yzquierdo Rodríguez                                                      | Phó Chủ tịch Hội đồng Bộ trưởng Bộ trưởng Bộ Kinh tế và Kế hoạch                           | Ủy viên Trung ương Đảng                                                              |
| 30  | Yuniasky Crespo Baquero (2013-2016) Susely Morfa González (2016-2018)         | Bí thư thứ nhất Trung ương Đoàn Thanh niên Cộng sản                                        | Ủy viên Trung ương Đảng                                                              |

## Thành viên qua các thời kỳ

### Nhiệm kỳ
| Khóa | Nhiệm kỳ          | Khóa | Nhiệm kỳ          | Khóa | Nhiệm kỳ         |
| I    | 12/1976 – 12/1981 | II   | 12/1981 – 12/1986 | III  | 12/1986 – 3/1993 |
| Khóa | Nhiệm kỳ          | Khóa | Nhiệm kỳ          | Khóa | Nhiệm kỳ         |
| IV   | 3/1993 – 2/1998   | V    | 2/1998-3/2003     | VI   | 3/2003-2/2008    |
| Khóa | Nhiệm kỳ          | Khóa | Nhiệm kỳ          | Khóa | Nhiệm kỳ         |
| VII  | 2/2008-2/2013     | VIII | 2/2013 – 4/2018   | IX   | 4/2018-4/2023    |
| Khóa | Nhiệm kỳ          |      |                   |      |                  |
| X    | 4/2023-nay        |      |                   |      |                  |

### Chủ tịch Hội đồng Nhà nước
| Họ và tên                   | Chức vụ kiêm nhiệm                                                                                   | Khóa             |
| Fidel Castro Ruz            | Tổng Tư lệnh Lực lượng Vũ trang Cách mạng Cuba Bí thư thứ nhất Trung ương Đảng Cộng sản Cuba         | I-II-III-IV-V-VI |
| Raúl Castro Ruz             | Tổng Tư lệnh Lực lượng Vũ trang Cách mạng Cuba Bí thư thứ nhất Trung ương Đảng Cộng sản Cuba từ 2011 | VII-VIII         |
| Miguel Díaz-Canel           | Ủy viên Bộ Chính trị Chủ tịch Hội đồng Bộ trưởng                                                     | IX (đến 2019)    |
| Juan Esteban Lazo Hernandez | Ủy viên Bộ Chính trị                                                                                 | IX (từ 2019)-X   |

### Phó Chủ tịch thứ nhất
| Họ và tên                  | Chức vụ kiêm nhiệm                                                                                   | Khóa             |
| Raúl Castro Ruz            | Tổng Tham mưu trưởng - Bộ trưởng Các lực lượng vũ trang Bí thư thứ hai Trung ương Đảng Cộng sản Cuba | I-II-III-IV-V-VI |
| José Ramón Machado Ventura | Bí thư thứ hai Trung ương Đảng Cộng sản Cuba từ 2011                                                 | VII              |
| Miguel Mario Díaz-Canel    | Bí thư thứ hai Đoàn Thanh niên Cộng sản                                                              | VIII             |
| Salvador Valdés Mesa       | Ủy viên Bộ Chính trị                                                                                 | IX (đến 2019)    |

### Phó Chủ tịch
| Họ và tên                     | Chức vụ kiêm nhiệm                                    | Khóa                                                    |
| Juan Almeida Bosque           | Tư lệnh Cách mạng - Ủy viên Bộ Chính trị              | I-II-III-IV-V-VI-VII (Qua đời năm 2009)                 |
| Ramiro Valdés Menéndez        | Tư lệnh Cách mạng - Bộ trưởng Nội vụ từ 1979 tới 1985 | I-II-VII-VIII-IX (Được bổ nhiệm 2009)                   |
| Blas Roca Calderío            | Chủ tịch Quốc hội tới 1981 - Ủy viên Bộ Chính trị     | I-II                                                    |
| Guillermo García Frías        | Tư lệnh Cách mạng - Bộ trưởng Bộ Giao thông đến 1986  | I-II                                                    |
| Carlos Rafael Rodríguez       | Phó Chủ tịch Hội đồng Bộ trưởng                       | I-II-III (Qua đời năm 1997)                             |
| Osmany Cienfuegos Gorriarán   | Thư ký Hội đồng Bộ trưởng đến 1994                    | III                                                     |
| Pedro Miret Prieto            | Phó Chủ tịch Hội đồng Bộ trưởng                       | III                                                     |
| José Ramón Machado Ventura    | Ủy viên Bộ Chính trị                                  | III-IV-V-VI-VIII (Phó Chủ tịch thứ nhất trong khóa VII) |
| Carlos Lage Dávila            | Thư ký Hội đồng Bộ trưởng đến 2009                    | IV-V-VI-VII (Miễn nhiệm 2009)                           |
| Esteban Lazo Hernández        | Ủy viên Bộ Chính trị                                  | IV-V-VI-VII                                             |
| Abelardo Colomé Ibarra        | Tổng Tư lệnh Quân đoàn - Bộ trưởng Bộ Nội vụ từ 1989  | IV-V-VI-VII                                             |
| Julio Casas Regueiro          | Bộ trưởng Các lực lượng vũ trang                      | VII (Qua đời năm 2011)                                  |
| Gladys María Bejerano Portela | Tổng Kiểm toán Cộng hòa                               | VII (Bổ nhiệm năm 2009)-VIII-IX (đến 2019)              |
| Roberto Morales Ojeda         | Ủy viên Bộ Chính trị                                  | IX (đến 2019)                                           |
| Inẽs Maria Chapman Waugh      | Ủy viên Trung ương Đảng                               | IX (đến 2019)                                           |
| Beatriz Johnson Urrutia       | Ủy viên Trung ương Đảng                               | IX (đến 2019)                                           |
| Ana María Mari Machado        | Ủy viên Trung ương Đảng                               | IX (từ 2019)-X                                          |

### Thư ký Hội đồng Nhà nước
| Họ và tên               | Khóa                                     |
| Celia Sánchez Manduley  | I (Qua đời năm 1980)                     |
| José M. Miyar Barruecos | II-III-IV-V-VI-VII (Miễn nhiệm năm 2009) |
| Homero Acosta Álvarez   | VII từ năm 2009-VIII-IX-X                |

### Ủy viên
Hội đồng Nhà nước khóa I (12/1976 - 12/1981)
| Họ và tên                    | Chức vụ kiêm nhiệm                                                                        | Khóa                                                                       |
| Vilma Espín Guillois         | Chủ tịch Liên đoàn Phụ nữ Cuba                                                            | I-II-III-IV-V-VI (Qua đời năm 2007)                                        |
| Armando Hart Dávalos         | Bộ trưởng Bộ Văn hòa từ 1976-1997. Giám đốc Văn phòng Chương trình Martian                | I-II-III-IV-V-VI                                                           |
| Roberto Veiga Menéndez       | Bí thư Liên đoàn Trung ương Công nhân Cuba đến năm 1989                                   | I-II-III (Miễn nhiệm năm 1989)                                             |
| Jorge Lezcano Pérez          | Điều phối viên Quốc gia Ủy ban Bảo vệ Cách mạng                                           | I                                                                          |
| José Ramírez Cruz            | Chủ tịch Hiệp hội Hộ Tiểu nông Quốc gia                                                   | I-II-III                                                                   |
| Luis Orlando Domínguez Muñiz | Bí thư thứ nhất Đoàn Thanh niên Cộng sản                                                  | I-II                                                                       |
| Diocles Torralbas González   | Phó Chủ tịch Hội đồng Chính phủ                                                           | I-II                                                                       |
| Senén Casas Regueiro         | Thứ trưởng Các lực lượng vũ trang. Bộ trưởng Bộ Giao thông từ 1989                        | I-II-III-IV (Qua đời năm 1997)                                             |
| Osvaldo Dorticós Torrado     | Nguyên Chủ tịch nước Cuba. Phó Chủ tịch Hội đồng Chính phủ và Bộ trưởng Bộ Tư pháp        | I-II (Qua đời năm 1983)                                                    |
| Sergio del Valle Jiménez     | Bộ trưởng Bộ Nội vụ từ 1979 và Bộ trưởng Bộ Y tế từ 1986                                  | I-II (Qua đời năm 2007)                                                    |
| Arnaldo Milián Castro        | Bộ trưởng Bộ Nông nghiệp                                                                  | I-II (Qua đời năm 1983)                                                    |
| Marta Deprés Arozarena       |                                                                                           | I-II                                                                       |
| Haydée Santamaría Cuadrado   | Chủ tịch Casa de las Américas                                                             | I (Qua đời năm 1980)                                                       |
| Pedro Miret Prieto           | Phó Chủ tịch Hội đồng Chính phủ                                                           | I-II-IV-V-VI (Phó Chủ tịch Hội đồng Nhà nước khóa III) (Qua đời năm 2016). |
| Belarmino Castilla Mas       | Phó Chủ tịch Hội đồng Chính phủ                                                           | I                                                                          |
| Flavio Bravo Pardo           | Phó Chủ tịch Hội đồng Chính phủ, Chủ tịch Quốc hội của Chính quyền Nhân dân Cuba từ 1981  | I-II-III (Qua đời năm 1988)                                                |
| José Ramón Machado Ventura   | Ủy viên Bộ Chính trị                                                                      | I-II (Phó Chủ tịch Hội đồng Nhà nước khóa III đến VIII)                    |
| Abelardo Colomé Ibarra       | Thứ trưởng Các lực lượng vũ trang                                                         | I-II-III-VIII (Phó Chủ tịch Hội đồng Nhà nước khóa IV đến VII)             |
| Joel Domenech Benítez        | Phó Chủ tịch Hội đồng Chính phủ                                                           | I-II                                                                       |
| Reynaldo Castro Yedra        | Anh hùng Lao động Cộng hòa                                                                | I-II                                                                       |
| Osmany Cienfuegos Gorriarán  | Thư ký Hội đồng Bộ trưởng                                                                 | I-II/IV (Phó Chủ tịch khóa III)                                            |
| Juan Marinello Vidaurreta    | Chủ tịch Phong trào Hòa bình Cuba                                                         | I (Qua đời năm 1977)                                                       |
| Severo Aguirre del Cristo    | Đại sứ ở Liên Xô. Phó Chủ tịch Quốc hội của Chính quyền Nhân dân từ năm 1981 đến năm 1989 | I-II-III (Qua đời năm 1989)                                                |

Đổi mới trong Hội đồng Nhà nước khóa II (12/1981 - 12/1986)
| Họ và tên                    | Chức vụ kiêm nhiệm                              | Khóa                  |
| Armando Acosta Cordero       | Điều phối viên Quốc gia Ủy ban Bảo vệ Cách mạng | II-III                |
| Raúl Roa García              | Nguyên Bộ trưởng Ngoại giao                     | II (Qua đời năm 1982) |
| José Ramón Fernández Álvarez | Phó Chủ tịch Hội đồng Chính phủ                 | II-III                |
| Braulio Maza Oliva           | Anh hùng Lao động Cộng hòa                      | II                    |

Đổi mới trong Hội đồng Nhà nước khóa III (12/1986 - 2/1993) 
Đã kéo dài đến 6 năm và 2 tháng do các dự án cải cách hiến pháp và bắt đầu thời kỳ đặc biệt (khủng hoảng kinh tế).
| Họ và tên                   | Chức vụ kiêm nhiệm                                                                            | Khóa                               |
| Ramiro Valdés Menéndez      | Bộ trưởng Bộ Công nghệ Thông tin và Truyền thông từ năm 2005                                  | III/VI-VII (Phó Chủ tịch)          |
| Roberto Robaina González    | Bí thư thứ nhất Đoàn Thanh niên Cộng sản đến năm 1993 - Bộ trưởng Ngoại giao cho đến năm 1999 | III-IV                             |
| Orlando Lugo Fonte          | Chủ tịch Hiệp hội Hộ Tiểu nông Quốc gia cho đến tháng 10 năm 2012                             | III-IV-V-VI-VII                    |
| Guillermo García Frías      | Giám đốc Công viên Sierra Maestra                                                             | III/VII (Phó Chủ tịch khóa I - II) |
| José Ramón Balaguer Cabrera | Ủy viên Bộ Chính trị, Bí thư Ban Bí thư đến 2010                                              | III-IV-V-VI-VII                    |
| Carlos Lage Dávila          | Thành viên của Nhóm Điều phối và Hỗ trợ                                                       | III (Phó Chủ tịch khóa IV - VI)    |
| Pedro Chávez González       | Chủ tịch Chính quyền tỉnh La Habana                                                           | III                                |
| Lidia Tablada Romero        | Giám đốc Trung tâm Y tế Thú y                                                                 | III                                |
| Felix Villar Bencomo        |                                                                                               | III                                |
| Pedro Sáez Jova             | Kỹ sư                                                                                         | III                                |
| Lázaro Trensillo Fis        |                                                                                               | III                                |
| Zeida Suárez Premier        | Bí thư Đoàn Thanh niên Cộng sản Santiago de Cuba                                              | III                                |
| Mercedes Díaz Herrera       | Y tá                                                                                          | III                                |

Đổi mới trong Hội đồng Nhà nước khóa IV (2/1993 - 2/1998)
| Họ và tên                | Chức vụ kiêm nhiệm                                     | Khóa                          |
| Pedro Ross Leal          | Tổng Thư ký Trung ương Đoàn Lao động Cuba đến 2007     | IV-V-VI                       |
| Sixto Batista Santana    | Điều phối viên Quốc gia Ủy ban Bảo vệ Cách mạng        | IV                            |
| Marcos Portal Léon       | Bộ trưởng Bộ Công nghiệp nhẹ                           | IV-V-VI (Miễn nhiệm từ 2004)  |
| Ulises Rosales del Toro  | Tổng tham mưu trưởng Lực lượng vũ trang Cách mạng Cuba | IV                            |
| Hipólito Abril           | Chủ tịch Hội đồng Nhân dân                             | IV                            |
| Carlos Dotres González   | Bộ trưởng Bộ Y tế                                      | IV                            |
| Luis Abreu Mejías        | Tổng thư ký của Liên hiệp Giáo dục                     | IV                            |
| Enith Alerm Prieto       | Chủ tịch Tổ chức tiên phong José Martí                 | IV                            |
| Concepción Campa Huergo  | Chủ tịch Viện Finlay                                   | IV                            |
| Juan Escalona Reguera    | Viện trưởng Viện kiểm sát Tối cao                      | IV                            |
| Rosa Elena Simeón Negrín | Bộ trưởng Bộ Khoa học, Công nghệ và Môi trường         | IV-V-VI (Qua đời năm 2004)    |
| Nelson Torres Pérez      | Bộ trưởng Bộ Đường                                     | IV                            |
| Abel Prieto Jiménez      | Bộ trưởng Bộ Văn hóa                                   | IV                            |
| Felipe Pérez Roque       | Bộ trưởng Ngoại giao từ năm 1999                       | IV-V-VI-VII (Miễn nhiệm 2009) |
| Eslinda Orozco           | Chủ tịch Hội đồng nhân dân                             | IV                            |

Đổi mới trong Hội đồng Nhà nước khóa V (2/1998 - 2/2003)
| Họ và tên                   | Chức vụ kiêm nhiệm                                                                                   | Khóa                       |
| Juan Contino Aslán          | Điều phối viên Quốc gia Ủy ban Bảo vệ Cách mạng                                                      | V                          |
| Otto Rivero Torres          | Bí thư thứ nhất Đoàn Thanh niên Cộng sản đến 2003 - Phó Chủ tịch Hội đồng chính phủ cho đến năm 2009 | V-VI                       |
| Julio Casas Regueiro        | Thứ trưởng thứ nhất Các lực lượng vũ trang                                                           | V-VI (Phó Chủ tịch VII)    |
| Roberto Díaz Sotolongo      | Bộ trưởng Tư pháp                                                                                    | V                          |
| Caridad Diego Bello         | Chủ tịch Ủy ban các Vấn đề Tôn giáo Trung ương Đảng                                                  | V                          |
| Carlos Valenciaga Díaz      | Chủ tịch Liên đoàn Sinh viên Đại học                                                                 | V-VI-VII (Miễn nhiệm 2009) |
| María Caridad Abreu Ruiz    | Chủ tịch thành phố Palmira                                                                           | V                          |
| Regla Martínez Herrera      | | V                          |
| Roberto Fernández Retamar   | Chủ tịch Casa de las Américas                                                                        | V-VI-VII                   |
| José Luis Rodríguez García  | Bộ trưởng Bộ Kinh tế                                                                                 | V                          |
| Salvador Valdés Mesa        | Bộ trưởng Bộ Lao động - Tổng thư ký Liên đoàn Trung ương Công nhân Cuba từ năm 2007                  | V-VII                      |
| Conrado Martínez Corona     | Chủ tịch Chính quyền tỉnh La Habana                                                                  | V                          |
| Sergio Corrieri Hernández   | Chủ tịch Viện Hữu nghị nhân dân Cuba                                                                 | V (Fallecido en 2008)      |
| Marcos Raúl Aguilera Gueton | Chủ tịch Hiệp hội Dầu Cuba                                                                           | V                          |

Đổi mới trong Hội đồng Nhà nước khóa VI (2/2003 - 2/2008)
| Họ và tên                      | Chức vụ kiêm nhiệm                                          | Khóa                         |
| Marta Hernández Romero         | Giám đốc Sở Giáo dục tỉnh tại Thành phố La Habana           | VI                           |
| Roberto I. González Planas     | Bộ trưởng Bộ Công nghệ Thông tin và Truyền thông            | VI (Miễn nhiệm năm 2006)     |
| Nidia Diana Martínez Piti      | Giám đốc Bệnh viện Nhi khoa William Soler                   | VI                           |
| Francisco Soberón Valdés       | Thống đốc Ngân hàng Trung ương Cuba                         | VI-VII (Miễn nhiệm năm 2009) |
| Iris Betancourt Telles         | Đại diện Bộ Khoa học, Công nghệ và Môi trường tại Granma    | VI-VII                       |
| María Teresa Ferrer Madrazo    | Giáo viên                                                   | VI                           |
| Julio Cristhian Jiménez Molina | Chủ tịch Viện Thể thao, Thể dục và Giải trí Quốc gia        | VI                           |
| Luis S. Herrera Martínez       | Giám đốc Trung tâm Kỹ thuật Di truyền và Công nghệ sinh học | VI-VII                       |
| Pedro Sáez Montejo             | Bí thư Thứ nhất Tỉnh ủy La Habana                           | VI-VII (Miễn nhiệm)          |

Đổi mới trong Hội đồng Nhà nước khóa VII (2/2008 - 2/2013)
| Họ và tên                            | Chức vụ kiêm nhiệm                                                                                       | Khóa             |
| María Yolanda Ferrer Gómez           | Tổng thư ký Liên đoàn Phụ nữ Cuba đến tháng 10/2012                                                      | VII              |
| María del Carmen Concepción González | Bộ trưởng Bộ Công nghiệp Thực phẩm                                                                       | VII              |
| Surina Acosta Brooks                 | Bí thư Ban Bí thư Liên đoàn Phụ nữ Cuba                                                                  | VII              |
| Juan José Rabilero Fonseca           | Điều phối viên Quốc gia Ủy ban Bảo vệ Cách mạng đến 2011                                                 | VII              |
| Leopoldo Cintra Frías                | Bộ trưởng các Lực lượng Vũ trang Cách mạng từ 2011                                                       | VII-VIII         |
| Julio Martínez Ramírez               | Bí thư thứ nhất Đoàn Thanh niên Cộng sản đến 2009                                                        | VII (Miễn nhiệm) |
| Liudmila Álamo Dueñas                | Bí thư thứ nhất Đoàn Thanh niên Cộng sản từ 2009 đến 9/2012                                              | VII              |
| Álvaro López Miera                   | Thứ trưởng thứ nhất các Lực lượng Vũ trang Cách mạng - Tổng tham mưu trưởng Lực lượng Vũ trang Cách mạng | VII-VIII         |
| Regla Dayamí Armenteros Mesa         | Đại diện thành phố tại Santa Clara                                                                       | VII              |
| Kirenia Díaz Burke                   | Chuyên gia của Học viện Finlay                                                                           | VII              |
| José M. Miyar Barruecos              | Bộ trưởng Bộ Khoa học, Công nghệ và Môi trường đến năm 2011                                              | VII từ năm 2009  |
| Inés María Chapman Vaught            | Chủ tịch Viện tài nguyên nước                                                                            | VII-VIII         |
| Tania León Silveira                  | Chủ tịch Hội đồng tỉnh Matanzas                                                                          | VII-VIII         |
| Dignora Montano Perdomo              | Phó Hiệu trưởng                                                                                          | VII              |
| Sergio Rodríguez Morales             | Viện trưởng Viện nghiên cứu Vi khuẩn nhiệt đới                                                           | VII-VIII         |
| Marino Murillo Jorge                 | Phó Chủ tịch Hội đồng Bộ trưởng                                                                          | VII-VIII         |
| Isis Angelina Diez Duardo            | Phó Chủ tịch Hội đồng tỉnh Las Tunas                                                                     | VII              |